# George Town (Tasmanie)
Pour les articles homonymes, voir Georgetown.
George Town est une ville majeure du nord-est de la Tasmanie, sur la rive gauche (est) du fleuve Tamar et proche de l'embouchure de celui-ci dans le détroit de Bass. 
Nommé en l'honneur de George III, George Town est un des premiers lieux à avoir êté colonisés en Tasmanie. Les colons britanniques sont arrivés à l'emplacement de l'actuel Low Head (à trois kilomètres au nord-est de George Town) en 1804.
Il y a environ quatre mille habitants, mais la population décline depuis 2001.